# Acrolophus monoctenis
Acrolophus monoctenis är en fjärilsart som beskrevs av Edward Meyrick 1931. Acrolophus monoctenis ingår i släktet Acrolophus och familjen Acrolophidae. Inga underarter finns listade i Catalogue of Life.